# Herr Vogt
Herr Vogt är en bok skriven av Karl Marx år 1860. Den innehåller ett till stora delar satiriskt angrepp på politikern och naturhistorikern Carl Vogt. Vogt torgförde bland annat en vulgär form av materialism.
Boken är inte översatt till svenska. På originalspråket, tyska, är den bland annat återgiven i Marx-Engels-Werke, band 14.